# Piz Olda - Val Malga
Piz Olda - Val Malga este o arie protejată (arie specială de conservare — SAC, sit de importanță comunitară — SCI) din Italia întinsă pe o suprafață de 2.069 ha, integral pe uscat.

## Localizare
Centrul sitului Piz Olda - Val Malga este situat la coordonatele 46°07′22″N 10°22′42″E / 46.122778°N 10.378333°E.

## Înființare
Situl Piz Olda - Val Malga a fost declarat sit de importanță comunitară în iunie 1995 pentru a proteja 103 specii de animale. Situl a fost protejat și ca arie specială de conservare în iulie 2016.

## Biodiversitate
Situată în ecoregiunea alpină, aria protejată conține 6 habitate naturale: Mlaștini turboase de tranziție și turbării mișcătoare, Pajiști alpine și boreale, Păduri acidofile de Picea de la nivel montan la nivel alpin (Vaccinio-Piceetea), Grohotișuri silicioase de la nivelul montan până la nivelul zăpezii (Androsacetalia alpinae și Galeopsietalia ladani), Râuri de munte și vegetația erbacee de pe malurile acestora, Pajiști boreale și alpine pe substrat silicios.
La baza desemnării sitului se află mai multe specii protejate de  păsări (103): inărița (Acanthis flammea), uliu porumbar (Accipiter gentilis), uliu păsărar (Accipiter nisus), fluierar de munte (Actitis hypoleucos), pițigoi codat (Aegithalos caudatus), minunița (Aegolius funereus), ciocârlie-de-câmp (Alauda arvensis), potârnichea de stâncă (Alectoris graeca saxatilis), rață pitică (Anas crecca), rață mare (Anas platyrhynchos), fâsă de luncă (Anthus pratensis), fâsă de pădure (Anthus spinoletta), fâsă de pădure (Anthus trivialis), lăstunul mare (Apus apus), acvilă de munte (Aquila chrysaetos), ciuf-de-pădure (Asio otus), Bombycilla garrulus, cocoșul de mesteacăn (Bonasa bonasia), buha (Bubo bubo), șorecarul comun (Buteo buteo), caprimulg (Caprimulgus europaeus), sticlete (Carduelis carduelis), Certhia brachydactyla, cojoaica de pădure (Certhia familiaris), florinte (Chloris chloris), mierla de apă (Cinclus cinclus), erete vânăt (Circus cyaneus), botgros (Coccothraustes coccothraustes), porumbel gulerat (Columba palumbus), corb (Corvus corax), cioară de semănătură (Corvus frugilegus), cuc (Cuculus canorus), pițigoi albastru (Cyanistes caeruleus), lăstun de casă (Delichon urbicum), ciocănitoare pestriță mare (Dendrocopos major), ciocănitoare neagră (Dryocopus martius), presură de munte (Emberiza cia), presură galbenă (Emberiza citrinella), măcăleandru (Erithacus rubecula), Eudromias morinellus, vânturel roșu (Falco tinnunculus), muscar negru (Ficedula hypoleuca), cinteză (Fringilla coelebs), Fringilla montifringilla, becațină comună (Gallinago gallinago), gaiță (Garrulus glandarius), ciuvică (Glaucidium passerinum), frunzăriță galbenă (Hippolais icterina), rândunică (Hirundo rustica), capîntortură (Jynx torquilla), Lagopus muta helvetica, sfrâncioc roșiatic (Lanius collurio), sfrâncioc mare (Lanius excubitor), câneparul (Linaria cannabina), pițigoi moțat (Lophophanes cristatus), forfecuță gălbuie (Loxia curvirostra), Lyrurus tetrix tetrix, mierlă de piatră (Monticola saxatilis), cinghiță alpină (Montifringilla nivalis), codobatură galbenă (Motacilla alba), codobatură de munte (Motacilla cinerea), muscar sur (Muscicapa striata), alunar (Nucifraga caryocatactes), pietrar sur (Oenanthe oenanthe), pițigoi mare (Parus major), pițigoi de brădet (Periparus ater), viespar (Pernis apivorus), codroș de munte (Phoenicurus ochruros), codroșul de pădure (Phoenicurus phoenicurus), pitulice de munte (Phylloscopus bonelli), pitulice de munte (Phylloscopus collybita), pitulice sfârâitoare (Phylloscopus sibilatrix), pitulice-fluierătoare (Phylloscopus trochilus), ciocănitoarea verde (Picus viridis), pițigoi de munte (Poecile montanus), Prunella collaris, brumăriță de pădure (Prunella modularis), Ptyonoprogne rupestris, stăncuță alpină (Pyrrhocorax graculus), mugurarul (Pyrrhula pyrrhula), aușel sprâncenat (Regulus ignicapilla), aușel cu cap galben (Regulus regulus), mărăcinar (Saxicola rubetra), mărăcinar negru (Saxicola torquatus), sitar de pădure (Scolopax rusticola), cănăraș (Serinus serinus), țiclete (Sitta europaea), scatiu (Spinus spinus), huhurez mic (Strix aluco), silvie cu cap negru (Sylvia atricapilla), silvie de zăvoi (Sylvia borin), silvie-mică (Sylvia curruca), Tachymarptis melba,  cocoș de munte (Tetrao urogallus), fluturașul de stâncă (Tichodroma muraria), pănțărușul (Troglodytes troglodytes), sturzul viilor (Turdus iliacus), mierlă (Turdus merula), sturz-cântător (Turdus philomelos), sturz (Turdus pilaris), mierlă gulerată (Turdus torquatus), sturzul de vâsc (Turdus viscivorus), pupăză (Upupa epops)
Pe lângă speciile protejate, pe teritoriul sitului au mai fost identificate 28 de specii de plante, 3 specii de amfibieni, 6 specii de mamifere, 5 specii de nevertebrate, 5 specii de reptile.